# 渡邊久美子
渡邊久美子（日语：／ Watanabe Kumiko，1965年10月7日—），日本女性配音員、旁白。出身於千葉縣。身高154cm。O型血。

## 簡介
現所屬Sigma Seven，原屬ARTSVISION，日本播音演技研究所出身。丈夫谷耕史也從事配音工作。

## 來歷、人物
渡邊是從高中時期看了電影動畫《劇場版 宇宙戰士巴魯迪奧斯》之後，便開始報名參加新人聲優徵選，結果落選。
但在那之後，渡邊抱著一定要當上的心情，進入ARTSVISION附屬學校日本播音演技研究所學習，畢業後成為ARTSVISION所屬。當初，渡邊原本覺得自己可能不適合從事配音，並表示花了大約一年左右的時間在此處學習，一方面當時ARTSVISION公司內沒有年少的新人可以扮演男孩角色，因此渡邊在這幾年間不斷受邀參加試鏡，直到1988年電視動畫《鎧傳》才第一次獲得幫要角（山野純）配音的機會。
渡邊有可以演出從幼年孩子到中年婦女的廣泛聲音路線。因此在1996年到1998年播出的系列電視動畫《爆走兄弟Let's & Go!!》中，一人共演過J、「米歇爾、珍妮特·斯特勞森、及《爆走兄弟Let's & Go!! MAX》主角一文字豪樹共這4位少年少女角色，並在CD廣播劇版《爆走兄弟Let's & Go!! GIRLS》中與同樣跟她一人分飾多角的大谷育江、今井由香等人進行互動。
渡邊本身是職業摔角迷，因此興趣是觀賞摔角比賽。曾經在自身的個人網站張貼NOAH職業摔角聯盟所屬選手小橋建太用公主抱抱她的照片。並在2007年11月25日的『Hustle狂2007』以Keroro軍曹配音員的身分出席活動，並用Keroro的聲音進行實況，此經歷在自身的網誌發表稱「雖然相當緊張，但是很快樂」。
2008年上映的動畫電影《超劇場版Keroro軍曹3：Keroro VS Keroro 天空大決戰》中，渡邊以一人分演兩角幫主角Keroro軍曹和本片登場的黑暗Keroro進行配音。
渡邊主演《Keroro軍曹》期間，表示擅長模仿金田朋子的聲音。此外還以自身形象設計出「宇宙渡邊久美子」這位巨乳角色客串。
此外，她與同行、同龄、本姓同為「渡邊」的西原久美子是不同人。
2012年7月20日，渡邊在自己的網誌宣布與同行谷耕史結婚，但結婚六年後，丈夫因腦中風于2018年10月17日逝世。
2018年2月1日，渡邊離開出道從屬的ARTSVISION，移籍至現在所屬的Sigma Seven。

## 演出
粗體字表示主要角色。

### 電視動畫
1985年
- 六三四之劍（山脇）

1986年
- 宇宙船人馬座（日语：宇宙船サジタリウス）（莉布〈第2代〉）
- 機動戰士鋼彈ZZ（彼特、米雷阿姆、小孩）
- 相聚一刻（五代裕作〈幼少時期〉）

1987年
- 愛的小婦人物語（湯瑪斯·金）

1988年
- 超音戰士Borgman（桃木亨）
- 妙手小廚師（少年B）
- 鎧傳（山野純）

1989年
- 寶馬神童（日语：青いブリンク）（職員、簡、小孩A、德納貝）
- 魔動王（ティーンボッチャン）
- 桃太郎傳說 PEACHBOY LEGEND（金太郎）

1990年
- NG騎士檸檬汽水&40（モグタン）
- 功夫貓黨（吉坊）
- PEACH COMMAND 新桃太郎傳說（金太郎）
- 魔神英雄傳2 超激鬥篇（約翰）
- 勇者凱撒（星川浩太／下集預告旁白）
- 長腿叔叔（彼特〈初代〉）

1991年
- 至尊勇者（コゾウ君、丘比鈴木[1]）
- 美食小專家（日语：OH!MYコンブ）
- 朱古力小精靈（日语：おばけのホーリー）
- 電腦小奇俠（日语：ゲンジ通信あげだま）
- 麵包超人（卡比）
- 校園七大不可思議神秘事件（日语：ハイスクールミステリー学園七不思議）（和田明代）
- 魔法公主 明琪桃子（日语：魔法のプリンセス ミンキーモモ）（妖精2）
- 丸出日太夫（不良）

1992年
- 宇宙騎士BLADE（拉爾夫）
- 麵包超人（〈第2代〉）
- 風中少女 金髮珍妮（海倫）

1993年
- 機動戰士V鋼彈（卡蒂珍娜·魯斯（日语：カテジナ・ルース）、佩姬·李）
- 可愛巧虎島（牧太郎、王子）
- 麵包超人（蛤蜊小姐）
- 灌籃高手（青田龍彥〈少年時期〉）
- 忍者亂太郎（1993年—，皆本金吾、二年級生A、詩織〈第2代〉）
- 家有賤龍（鹿谷初葉[11]）

1994年
- 蠟筆小新（天才少年）
- 麵包超人（鮭魚公主）
- 哆啦A夢 (大山羨代版)（小咪〈第3代〉、女孩子、男孩子、老師 等）
- 忍者亂太郎（貓、女忍者B）
- 家有賤狗（桃太郎）

1995年
- 近所物語（師匠）
- 十二生肖爆烈戰士（彼得潘）
- 伊沙米大冒險（7號／烏丸弘子、泉）
- 美少女戰士SuperS（子、水手婚神星裘裘）
- 暖暖日記（暖暖）

1996年
- （伊知割勉[12]）
- 怪盜Saint Tail（健太）
- 機動新世紀鋼彈X（尤莉娜·薩諾哈拉）
- 超者萊汀（日语：超者ライディーン）（鷹城電光〈幼少時期〉）
- 爆走兄弟Let's & Go!!（J、小孩B）
- 名偵探柯南（小川勇太）
- 宇宙小毛球（玉子）
- NINKU -忍空-（祐太）

1997年
- 蠟筆小新（元久〈初代〉）
- 少女革命（陰影少女C子）
- 忍者亂太郎（學生C、忍蛋）
- 爆走兄弟Let's & Go!! WGP（J、珍妮特·斯特勞森、米歇爾）
- YAT安心！宇宙旅行（日语：YAT安心!宇宙旅行）（星渡春香）

1998年
- 動畫週刊DX！Mi-Pha-Pu（日语：アニメ週刊DX!みいファぷー）
  - 看我這一邊！蜜子（日语：こっちむいて!みい子）（志村麻里、龍平的母親）
  - 不可思議魔法藥店（日语：ふしぎ魔法ファンファンファーマシィー）（直美、吉爾摩、馬奈）
  - （啊噗）
- 爆走兄弟Let's & Go!! MAX（一文字豪樹）
- 機動神腦（伊佐未依衣子／昆西·伊莎、熊藏）

1999年
- 一發危機娘（日语：イッパツ危機娘）
- 網路安琪兒（艾高）
- 週刊故事樂園（日语：週刊ストーリーランド）（小坊主）
- 索斯機械獸（毛美[13]）
- ∀鋼彈（弗蘭·多爾）
- 爆球連發!! 超級彈珠人（飛田貓丸）
- 神奇寶貝（センタ）

2000年
- 犬夜叉（七寶）
- 大嘴鳥（新娘）
- 警車奇戀（日语：ピポパポパトルくん）（麗）
- 六門天外（的粉絲）

2001年
- 啄木鳥伍迪（啄木鳥伍迪）
- 仰天人間（日语：仰天人間バトシーラー）（／／、明里）
- 通靈王（喪助〈幼少時期〉）

2002年
- 我們這一家（母／花媽）
- 數碼寶貝04無限地帶（冰見友樹／冰熊獸／巴撒獸、神原信也）
- 魯莽天使（×子）
- 忍者亂太郎（下坂部平太〈初代〉）
- 星之卡比（ベニカゲ）
- 洛克人EXE（冰川透[14]）

2003年
- 妮嘉尋親記（馬里奧）
- 魔法少年賈修（阿爾姆、沙烏薩、弟）
- 高橋留美子劇場（廣岡律子）
- 戰鬥陀螺G（茱莉亞）
- 棋魂（磯部秀樹）
- 惑星奇航（克萊爾·朗多）
- 陽光伴我行。（日语：まっすぐにいこう。）（ 女）
- 洛克人EXE AXESS（冰川透）

2004年
- 巖窟王（艾羅伊茲·德·維爾佛爾[15]）
- Keroro軍曹（Keroro軍曹／Keroro龍／小Keroro／武者Keroro、Dororo〈Zeroro〉的母親、Geroro艦長、宇宙渡邊久美子、海王星魚、亞凱、宇宙京風章魚燒風TDR、K隆機器人K66、久美子姊姊、DK-666）
- SAMURAI 7（穗花）
- 老師的時間（松本琳達）
- 忍者亂太郎（〈第2代〉）
- 洛克人EXE Stream（冰川透）

2005年
- 我的太太是魔法少女（坂野美紀）
- 槍與劍（泳裝女王凱薩琳）
- 哈姆太郎（潛水君）
- 光之美少女 Max Heart（柴田祐二）
- 洛克人EXE BEAST（冰川透）

2006年
- 絲綢之路少年（日语：シルクロード少年 ユート）（巴尼）
- 飛天小女警Z（羅德）
- 洛克人EXE BEAST+（冰川透）
- ONE PIECE（梟）

2007年
- Yes！光之美少女5（夏木優）
- 逮捕令 全速前進（蘭蒂·寅之助·哈蒙德）
- 哈姆太郎！[注 1]（潛水君）
- 神奇寶貝鑽石&珍珠（璣蘆）
- 幸運☆星（第11話&第13話下集預告旁白、店員2）

2008年
- Yes！光之美少女5GoGo！（夏木優）
- 忍者亂太郎（女忍者、顧客、嬰兒）
- 守護甜心!! 心跳（少年）

2009年
- 犬夜叉 完結篇（七寶）
- 怪談餐館（死神）
- 香格里拉（克拉里斯·魯茨）
- FRESH光之美少女！（傑佛利）

2010年
- WORKING!!（白藤杏子）

2011年
- UN-GO（佐佐文彥）
- Suite 光之美少女♪（迪巴）
- 數碼寶貝合體戰爭 穿越時空的少年獵人們（膠龍獸／獵捕龍獸）
- 哆啦A夢 (水田山葵版)（江戶時代的水獺）
- 忍者亂太郎（忍蛋）
- WORKING'!!（白藤杏子）

2012年
- 數碼寶貝合體戰爭 穿越時空的少年獵人們（冰熊獸）
- 哆啦A夢 (水田山葵版)（斯芬克斯小孩）
- 天才黃金腦 ～神之謎2（伊芙）

2013年
- 玉子市場（Just Meat〈滿村文子〉[16]）
- DokiDoki！光之美少女（蕾吉娜[17]）[注 2]
- ONE PIECE 梅利特別篇 ～另一位夥伴的故事～（梟）

2014年
- 蠟筆小新（路今堂太郎）
- Keroro（Keroro軍曹[18]、假Keroro軍團）
- 名偵探柯南（段野賴子）

2015年
- 新我們這一家（母／花媽[19]）
- WORKING!!!（白藤杏子[20]）

2016年
- 神技·旺達（日语：カミワザ・ワンダ）（大山妮可爾的母親）
- 時間飛船24（帕特拉）
- 奏響吧！上低音號2（田中明美）
- 未來卡片 戰鬥夥伴DDD（風斬衝刺）

2017年
- 決鬥大師VSRF（カバまろ）

2018年
- 決鬥大師！（カバまろ、大横綱 力子老師）
- 名偵探柯南（森田美冬）

2019年
- 深夜的超自然公務員（夢魔）

2020年
- 半妖的夜叉姬（七寶）

2021年
- 暮蟬悲鳴時業（教師）

2023年
- 小智是女孩啦！（相澤明美）
- 海螺小姐（花澤花子（日语：サザエさんの登場人物#花沢花子）〈第3代〉[21]）

### 電影動畫
1991年
- 亞爾斯蘭戰記（亞爾佛莉德）

1992年
- 亞爾斯蘭戰記2（亞爾佛莉德）

1993年
- 蠟筆小新：動感超人VS高衩魔王（肚兜三姊妹）

1996年
- 劇場版 忍者亂太郎（皆本金吾）

1997年
- 爆走兄弟Let's & Go!! WGP：失控迷你賽車大追蹤！（J）

1999年
- 少女革命 ～思春期默示錄（陰影少女C子）
- GUNDRESS（日语：ガンドレス）（尹桂）

2001年
- 犬夜叉：跨越時代的思念（七寶）

2002年
- 犬夜叉：鏡中的夢幻城（七寶）
- 數碼寶貝04無限地帶：古代數碼寶貝復活（冰見友樹）

2003年
- 劇場版 我們這一家[[[Wikipedia:格式手册/链接#章節|錨點失效]]]（母／花媽〈橘子〉）
- 犬夜叉：天下霸道之劍（七寶）

2004年
- 犬夜叉：紅蓮的蓬萊島（七寶）

2005年
- 洛克人EXE：光與黑暗的遺產（日语：ロックマンエグゼ 光と闇の遺産）（冰川透）

2006年
- 超劇場版 Keroro軍曹（Keroro軍曹）
- 劇場版 怪傑佐羅利：神秘寶藏大作戰（Keroro軍曹）

2007年
- 超劇場版 Keroro軍曹2：深海的公主（Keroro軍曹）
- 小Kero K隆球的秘密!?（小Keroro）

2008年
- 超劇場版 Keroro軍曹3：Keroro VS Keroro 天空大決戰（Keroro軍曹、黑暗Keroro）
- 武者Kero 宣佈！戰國群星大戰鬥（武者Keroro）

2009年
- 超劇場版 Keroro軍曹4：逆襲的龍勇士（Keroro軍曹／Keroro龍）
- Keroro 出發啦！全員集合（Keroro軍曹）

2010年
- 劇場版 3D我們這一家：超能力花媽[[[Wikipedia:格式手册/链接#章節|錨點失效]]]（母／花媽）
- 劇場版 閃電十一人：最強軍團王牙來襲（米斯托雷涅·卡魯斯）
- 超劇場版 Keroro軍曹5：誕生！究極Keroro奇蹟的時空之島!!（Keroro軍曹／究極Keroro）

2011年
- 劇場版 忍者亂太郎：忍術學園全員出動之卷！（皆本金吾[22]）

2012年
- 阿修羅
- ONE PIECE FILM Z（克里）

2014年
- 玉子愛情故事（Just Meat〈滿村文子〉[23]）

2023年
- ONE PIECE FILM RED（迷你布魯諾）

2025年
- 屁屁偵探電影：星與月（怪盜Q[24]）

### OVA
1989年
- 鎧傳 外傳（山野純）
- 鎧傳 輝煌帝傳說（山野純）

1990年
1991年
- 鎧傳 MESSAGE（山野純）

1992年
- 巴比倫2世（蕾切爾）

1993年
- 亞爾斯蘭戰記 汗血公路（亞爾佛莉德）

1994年
- 湘南純愛組！（村越鮎美的母親）
- 哆啦A夢：大雄與未來筆記（日语：ドラえもん のび太と未来ノート）（小咪）

1995年
- 亞爾斯蘭戰記 征馬孤影（亞爾佛莉德）
- 女神天國（日语：女神天国）（露茱）

1996年
- 我的真理美眉（日语：ぼくのマリー）（波爾）

1997年
- 愛麗絲 in Cyberland（日语：ありす in Cyberland）（二階堂陽子）

1998年
- 秀逗魔導士EXCELLENT（希蕾妮·菲特麥亞）
- 萬能文化貓娘DASH！（優子）

2000年
- 令人恐怖的格林童話（科琳娜）

2004年
- 小魔女DoReMi 童年秘密篇（華米）

2008年
- It's a Rumic World 犬夜叉 ～黑色鐵碎牙（七寶）
- 爆粗Band友（男兒）
- 幸運☆星OVA（原創視覺動畫）（青蛙A）

2010年
- Hello Kitty的世界名作劇場（もんきち）

### 遊戲
1993年
- 聖魔傳說3×3EYES（龍美星）
- Flash Hiders（日语：フラッシュハイダース）（卡納薩·勒·邦）

1994年
- ADVANCED V.G.（日语：ヴァリアブル・ジオ）（蕾咪·謝華）[注 3]
- 星球破壞者（日语：スターブレイカー）（伊什、雷納）
- 女神天國（日语：女神天国）（露茱）[注 4]
- 露娜 永恆之藍（莫里）

1995年
- 哆啦A夢：友情傳說七小子（日语：ドラえもん 友情伝説ザ・ドラえもんズ）（小瓶魔女）

1996年
- 愛麗絲 in Cyberland（日语：ありす in Cyberland）（二階堂陽子）
- ADVANCED V.G.（蕾咪·謝華）[注 3]
- 新超級機器人大戰（日语：新スーパーロボット大戦）（佩姬·李、卡蒂珍娜·魯斯（日语：カテジナ・ルース））
- 性感瘋狂大射擊（日语：セクシーパロディウス）
- 純愛遊俠 ～永恆微笑～（日语：ブルーブレイカー 〜剣よりも微笑みを〜）

1997年
- Other Life Azure Dreams（日语：アザーライフ アザードリームス）
- 戀愛物語（日语：エーベルージュ）（卡雷納克·魯西永、林德爾·法爾肯、赫爾姆斯·阿基坦）
- 風之克羅諾亞 通往幻夢界之門（日语：風のクロノア door to phantomile）（克羅諾亞）
- 蒂爾克 ～藍色大海的少女～（葛魯斯、艾瑞克）
- 龍騎士4（賽拉、萊納斯）
- 魔城戮戰 ～四個封印～（イマイラ）
- 瑪莉加 ～真實的世界～（日语：マリカ 〜真実の世界〜）（東堂要）
- 女神天國II（露茱）[注 5]

1998年
- ADVANCED V.G.2（蕾咪·謝華）
- 千劍物語（日语：サウザンドアームズ）（凱琳·聶爾菲）
- 新世代機器人戰記（日语：新世代ロボット戦記ブレイブサーガ）（星川浩太）
- 異域神兵（チュチュ）
- 速攻學生會（日语：速攻生徒会）（後藤久美子）
- 爆走兄弟Let's & Go!! 永恆之翼（一文字豪樹）
- （舒芙蕾）
- 露娜2 永恆之藍（莫里）

1999年
- 機戰傭兵 競技場之王（日语：アーマード・コア マスターオブアリーナ）（萊納·尼爾遜）
- 空戰奇兵3 電子領域（フィオナ·クリス·フィッツジェラルド）
- SD鋼彈 G世代-ZERO（艾莉絲·克勞德、卡蒂珍娜·魯斯）
- Cybernetic EMPIRE（藤堂春香）
- 女神異聞錄2 罪（吉榮杏奈）

2000年
- SD鋼彈 G世代-F（艾莉絲·克勞德、卡蒂珍娜·魯斯）
- 超級機器人大戰α（佩姬·李、卡蒂珍娜·魯斯）
- 天使的贈禮 馬爾王國物語（日语：マール王国の人形姫#天使のプレゼント マール王国物語）
- 新世代機器人戰記2（日语：ブレイブサーガ2）（星川浩太）
- 龍息之焰IV（日语：ブレス オブ ファイアIV うつろわざるもの）（阿斯拉）

2001年
- 犬夜叉（七寶）
- SD鋼彈 G世代-F.I.F（艾莉絲·克勞德、卡蒂珍娜·魯斯）
- 風之克羅諾亞2 ～世界想要忘卻的～（日语：風のクロノア2 〜世界が望んだ忘れもの〜）（克羅諾亞）
- 莎木II（ウォン）
- 超級機器人大戰α for Dreamcast（佩姬·李、卡蒂珍娜·魯斯）

2002年
- 犬夜叉 ～戰國御伽合戰～（七寶）
- SD鋼彈 G世代-DA（卡蒂珍娜·魯斯）
- SD鋼彈 G世代 NEO（艾莉絲·克勞德、卡蒂珍娜·魯斯）
- 風之克羅諾亞沙灘排球 最強隊伍決定戰！（日语：クロノアビーチバレー 最強チーム決定戦!）（克羅諾亞）
- 克羅諾亞群雄 傳說的星之徽章（克羅諾亞）
- 龍息之焰V（日语：ブレス オブ ファイアV ドラゴンクォーター）

2003年
- 犬夜叉 ～奈落的陷阱！迷幻森林的邀請函～（七寶）
- 玩具戰爭（日语：ガチャフォース）（吼、虎太郎）
- 第2次超級機器人大戰α（昆西·伊薩）

2004年
- 機戰傭兵 NEXUS（日语：アーマード・コア ネクサス）（萊納·尼爾遜）
- 犬夜叉 ～詛咒的假面～（七寶）
- SD鋼彈 G世代 SEED（艾莉絲·克勞德、卡蒂珍娜·魯斯）
- Keroro軍曹燃燒淘汰賽（日语：ケロロ軍曹 メロメロバトルロイヤル）（Keroro軍曹）
- 三麗鷗 TINY PARK（もんきち）

2005年
- 犬夜叉 奧義亂舞（七寶）
- Keroro軍曹燃燒淘汰賽Z（日语：ケロロ軍曹 メロメロバトルロイヤルZ）（Keroro軍曹）
- 魔法少年賈修 友情的電撃 Dream Tag Tournament（日语：金色のガッシュベル!! うなれ!友情の電撃 ドリームタッグトーナメント）（沙烏薩）
- ZOIDS TACTICS（日语：ゾイドタクティクス）（毛美）
- NAMCO x CAPCOM（克羅諾亞）

2006年
- Another Century's Episode 2（昆西·伊薩）
- SD鋼彈 G世代 PORTABLE（艾莉絲·克勞德、卡蒂珍娜·魯斯）
- Keroro軍曹 演習啦！全員集合（Keroro軍曹）
- .hack//G.U. Vol.1 再誕（Keroro軍曹）
- Muv-Luv Alternative全年齡版（伊隅滿）

2007年
- Another Century's Episode 3 THE FINAL（昆西·伊薩）
- SD鋼彈 G世代 SPIRITS（艾莉絲·克勞德、卡蒂珍娜·魯斯）
- Keroro軍曹 演習啦！全員集合2（Keroro軍曹）
- 陸行鳥不可思議的迷宮 忘卻時間迷宮（日语：シドとチョコボの不思議なダンジョン 時忘れの迷宮）（X）

2008年
- 鋼彈無雙2（卡蒂珍娜·魯斯）
- 陸行鳥不可思議的迷宮 忘卻時間迷宮DS+（日语：シドとチョコボの不思議なダンジョン 時忘れの迷宮）（X）
- 超級機器人大戰A PORTABLE（コマンダー·リサー）
- 超劇場版Keroro軍曹3 動作！天空大冒險是也！（日语：超劇場版ケロロ軍曹3 天空大冒険であります!）（Keroro軍曹）
- 陸行鳥與魔法繪本 魔女、少女與五勇者（莫古利）
- 宵星傳奇（卡洛爾·卡培爾）

2009年
- SD鋼彈 G世代 WARS（艾莉絲·克勞德、卡蒂珍娜·魯斯）
- 機動戰士鋼彈 鋼彈vs.鋼彈NEXT（日语：機動戦士ガンダム ガンダムVS.ガンダムNEXT）（卡蒂珍娜·魯斯）
- 超劇場版Keroro軍曹 擊侵龍鬥士軍團是也！（日语：超劇場版ケロロ軍曹 撃侵ドラゴンウォリアーズであります! (ゲーム)）（Keroro軍曹）

2010年
- 鋼彈突擊求生戰（日语：ガンダムアサルトサヴァイブ）（卡蒂珍娜·魯斯）
- 鋼彈無雙3（卡蒂珍娜·魯斯）
- 機動戰士鋼彈 極限vs.（日语：機動戦士ガンダム エクストリームバーサス）（卡蒂珍娜·魯斯）
- Keroro RPG 騎士與武者與傳說海盜（日语：ケロロRPG 騎士と武者と伝説の海賊）（Keroro軍曹）

2011年
- Another Century's Episode Portable（昆西·伊薩）
- 閃電十一人 王牌前鋒（米斯托雷涅·卡魯斯）
- SD鋼彈 G世代 3D（卡蒂珍娜·魯斯）
- SD鋼彈 G世代 WORLD（卡蒂珍娜·魯斯）

2012年
- SD鋼彈 G世代 OVER WORLD（卡蒂珍娜·鲁斯）
- 機動戰士鋼彈 極限vs.火力全開（日语：機動戦士ガンダム エクストリームバーサス フルブースト）（卡蒂珍娜·魯斯）
- 英雄幻想曲（日语：ヒーローズファンタジア）（Keroro軍曹[25]）
- Muv Luv Alternative Chronicles 再誕（日语：マブラヴ オルタネイティヴ クロニクルズ）（伊隅滿[26]）
- 夢幻之星Online2（亞紀）
- ONE PIECE ONEPY B MATCH IC（日语：ワンピーベリーマッチ）（梟）

2013年
- 超級機器人大戰Operation Extend（Keroro軍曹、毛美）
- 美食獵人TORIKO 終極生存戰（日语：トリコ アルティメットサバイバル）（迪梅特）

2014年
- 朧村正 角隱女地獄（羅邪鬼[27]）
- 機動戰士鋼彈極限vs.全力爆發（日语：機動戦士ガンダム エクストリームバーサス マキシブースト）（卡蒂珍娜·魯斯）

2017年
- 薩爾達傳說 曠野之息（坊）
- 白貓網球（Keroro軍曹）
- 時空幻境 鏡光傳奇（日语：テイルズ オブ ザ レイズ）（卡洛爾·卡培爾）

2018年
- Blade Smash（正宗[28]）

2022年
- 東京放課後召喚師(イナバ)

### 廣播劇CD
- 犬夜叉系列（七寶）
  - 角色歌曲單曲：風／彌勒feat.珊瑚&七寶
  - CD ～死呼泉～（少年Sunday特製CD、應募者全員服務）
  - CD2 ～竹取翁凶暴～（〃）
  - 廣播劇專輯「犬夜叉 地獄待七人隊！」
  - 廣播劇專輯2「犬夜叉 嵐祭島！」
  - 廣播劇專輯特別篇「犬夜叉 紅白歌合戰！」 犬夜叉版、殺生丸版
  - 犬夜叉第559話 （Wide版全卷預約特典）
- EREMENTAR GERAD -蒼空之戰旗- 漫畫版（普菲·倫達）
- 風之克羅諾亞2 ～世界想要忘卻的～（日语：風のクロノア2 〜世界が望んだ忘れもの〜） 原聲廣播劇場（克羅諾亞）
- Keroro軍曹 地球侵略CD（Keroro軍曹）
- Keroro軍曹 宇宙中最緊張的CD 第1－5卷（Keroro軍曹（第4卷兼配子犬時期的零夜叉、第5卷兼配探査員A。此外還負責第1卷封面標題設計。）
- 新機動戰記鋼彈W BLIND TARGET（克利斯·馬瑞）
- 超能奇兵 廣播劇CD（佐伯、今井）
- CD廣播劇 速攻學生會（日语：速攻生徒会） 1、2（後藤久美子）
- 廣播劇CD「宵星傳奇」第1－5卷（卡洛爾·卡培爾）
- 廣播劇CD「電車男 vol.1」（住人1）
- 兵器少女艾格潔莉卡（日语：トリガーハート エグゼリカ） ～～
- 忍者亂太郎系列（皆本金吾）
  - 忍者亂太郎 廣播劇CD 體育委員會之卷
  - 忍者亂太郎 廣播劇CD 一年葉組之卷
  - 忍者亂太郎 廣播劇CD 葉組之卷 ～中卷～
- （夏川櫻子）
- ΠΛΑΝΗΤΕΣ CD DRAMA "Sound Marks"（克萊爾·朗多）
- 女神天國電台講座（日语：女神天国#ラジオドラマ）（露茱）

### 外語配音

#### 電影
- 48小時闖天關 ※日本電視台版。
- 終極警探3（雷蒙德〈歐帝斯·哈吉〉）※朝日電視台版。
- 小鬼當家（米奇·墨菲〈傑佛瑞·韋斯曼（英语：Jeffrey Wiseman）〉、蘿絲〈凱特·約翰遜〉）※富士電視台版[注 6]。
- 斑馬快跑（英语：Racing Stripes） ※日本電視台版。

#### 電視影集
- 歡樂滿屋（托馬斯、安德魯）
- 納尼亞傳奇 (1988年BBC版)（尤斯提·史瓜〈大衛·斯威特斯（英语：David Thwaites）〉）

#### 動畫
- 大力士（英语：Hercules (1998 TV series)）（阿耳忒彌斯）
- 奪寶奇謀（艾哈邁德）
- 啄木鳥伍迪 (1999年電視動畫)（英语：The New Woody Woodpecker Show）（啄木鳥伍迪〈比利·威斯特（英语：Billy West）〉）
- 淘氣小企鵝（寶露露）
- 辛普森一家（路易·傑克遜〈初代〉、克什米爾公主〈第2代〉 等）
- 湯姆貓與傑利鼠（幫傭／兩隻鞋太太（英语：Mammy Two Shoes））※漫畫出版。

### 特攝影集
- 烈車戰隊特急者（2014年，的聲音[29]）
- 烈車戰隊特急者 VS 強龍者 THE MOVIE（2015年，的聲音）

### 廣播節目
- VOICE CREW（日语：VOICE CREW）（2001年4月8日—9月30日擔任，第8代DJ／與植田佳奈主持）
- Keroro與Giroro的地球（Pekopon）侵略電台（日语：ケロロとギロロの地球侵略ラヂオ）（2006年4月8日—2008年12月27日，每週六24時30分—25時00分 與中田讓治主持，大阪電台）[注 7]

### 教育節目
- （的聲音）
- Piramekino（日语：ピラメキーノ）（Keroro軍曹的聲音）

### 廣告
- 角川書店相關（旁白、Keroro軍曹）
  - 月刊少年ACE
  - KEROKERO ACE
  - KERORO軍曹趣味大集合
  - Keroro軍曹活動（冬Kero、夏Kero 等）
- 幫寶適（幫寶）
- 麥當勞 Keroro軍曹快樂兒童餐（旁白）
- Animax 網路線上購物（Keroro軍曹掃除機器人）
- 克羅諾亞群雄 傳說的星之徽章（克羅諾亞）
- 風之少年通往幻夢界之門（日语：風のクロノア door to phantomile） 重製版（旁白、克羅諾亞）

### 角子機
- 角子機 明日之丈2（楚吉）

### 其它
- CAPTAIN PULSAR（日语：ニューパルサーEvolution）（CAPTAIN PULSAR）
- 兒童布偶劇場（日语：こどもにんぎょう劇場）「長襪子皮皮」
- 熊本電氣鐵道5000形電車（日语：熊本電気鉄道5000形電車）（車上廣播）[注 8]
- 1年生1年生！ DVD（チョークマン）
- 東京REMIX族（日语：東京REMIX族）（J-WAVE，單元旁白）
- （虹）
- Hello Kitty的大家一起守護森林（アリさん）
- 幸運☆星 in 武道館 為你而唱（日语：らき☆すた in 武道館 あなたのためだから）
- Wani Wani Panic（日语：ワニワニパニック） 打鱷魚（鱷魚的聲音）
- De Agostini（日语：デアゴスティーニ） ！

## 音樂作品

### 角色歌曲
| 發行日期 | 標題                                                   | 名義 | 曲名                          | 備註                                           |
| 1995年   | 1995年                                                 | 1995年 | 1995年                        | 1995年                                         |
| -------- | ------------------------------------------------------ | --- | ----------------------------- | ---------------------------------------------- |
| 1月21日  | elles cinq 彼女（）III                                 | （渡邊久美子） | 「LOVE DRUG」                 | OVA《宇宙騎士 騎格武士利刃 II》相關歌曲        |
| 1997年   |                                                        | |                               |                                                |
| 7月24日  | We are the VICTORYS/BATTLE SCRUM                       | the VICTORYS | 「WE ARE THE VICTORYS」       | 電視動畫《爆走兄弟Let's & Go!! WGP》片尾主題曲 |
| 10月1日  | 今夜！                                                 | Let's & Go!! BOYS & GIRLS                                                                                                 | 「今夜！」                    | 電視動畫《爆走兄弟Let's & Go!! WGP》片尾主題曲 |
| 2002年   |                                                        | |                               |                                                |
| 10月2日  | 數碼寶貝04無限地帶 角色歌曲精選輯「烈焰拳」            | 冰見友樹（渡邊久美子） | 「say, yes!? 友樹？」         | 電視動畫《數碼寶貝04無限地帶》相關歌曲         |
| 11月3日  | 數碼寶貝04無限地帶 微笑聖誕節                          | Spirit Singers | 「More More Happy Christmas」 | 電視動畫《數碼寶貝04無限地帶》相關歌曲         |
| 11月3日  | 數碼寶貝04無限地帶 微笑聖誕節                          | Spirit Singers | 「With The Will」             | 電視動畫《數碼寶貝04無限地帶》相關歌曲         |
| 2004年   |                                                        | |                               |                                                |
| 8月21日  | Keroro軍曹「地球（Pekopon）侵略CD」第1卷 Keroro篇      | 音頭☆Girl meets Keroro小隊                                                                                                | 「地球（ペコポン）侵略音頭」          | 電視動畫《Keroro軍曹》片尾主題曲               |
| 10月21日 | Keroro軍曹「地球（Pekopon）侵略CD」第3卷 Tamama篇      | with Keroro軍曹（渡邊久美子）                                                                                             | 「Come On！Come On！」        | 電視動畫《Keroro軍曹》劇中插入歌               |
| 12月16日 | Keroro軍曹「地球（Pekopon）侵略CD」第5卷 Dororo篇      | Keroro聖歌隊 | 「」                          | 電視動畫《Keroro軍曹》劇中插入歌               |
| 2005年   |                                                        | |                               |                                                |
| 2月2日   | Keroro小隊公認！熱烈歡迎的畫圖歌                       | Keroro All-Stars | 「隊公認！熱烈迎的!!」        | 電視動畫《Keroro軍曹》片尾主題曲               |
| 4月20日  | NHK ！                                                 | （吉田仁美）、（渡邊久美子）、（青山航士）、（照井裕隆）、（森川次朗）                                                    | 「【1期歌】？」               | 教育電視《》相關歌曲                           |
| 4月20日  | NHK ！                                                 | （吉田仁美）、（渡邊久美子）、（青山航士）、（照井裕隆）、（森川次朗）                                                    | 「」                          | 教育電視《》相關歌曲                           |
| 4月20日  | NHK ！                                                 | （吉田仁美）、（渡邊久美子）                                                                                              | 「」                          | 教育電視《》相關歌曲                           |
| 4月20日  | NHK ！                                                 | （吉田仁美）、（渡邊久美子）                                                                                              | 「」                          | 教育電視《》相關歌曲                           |
| 4月20日  | NHK ！                                                 | （吉田仁美）、（渡邊久美子）                                                                                              | 「」                          | 教育電視《》相關歌曲                           |
| 4月20日  | NHK ！                                                 | （吉田仁美）、（渡邊久美子）                                                                                              | 「」                          | 教育電視《》相關歌曲                           |
| 4月20日  | NHK ！                                                 | （吉田仁美）、（渡邊久美子）、（青山航士）、（照井裕隆）、（森川次朗）                                                    | 「」                          | 教育電視《》相關歌曲                           |
| 4月20日  | NHK ！                                                 | （吉田仁美）、（渡邊久美子）、（青山航士）、（照井裕隆）、（森川次朗）                                                    | 「」                          | 教育電視《》相關歌曲                           |
| 4月20日  | NHK ！                                                 | （吉田仁美）、（渡邊久美子）                                                                                              | 「」                          | 教育電視《》相關歌曲                           |
| 4月20日  | NHK ！                                                 | （吉田仁美）、（渡邊久美子）、（青山航士）、（照井裕隆）、（森川次朗）                                                    | 「」                          | 教育電視《》相關歌曲                           |
| 4月20日  | NHK ！                                                 | （吉田仁美）、（渡邊久美子）                                                                                              | 「」                          | 教育電視《》相關歌曲                           |
| 4月20日  | NHK ！                                                 | （吉田仁美）、（渡邊久美子）、（青山航士）、（照井裕隆）、（森川次朗）                                                    | 「」                          | 教育電視《》相關歌曲                           |
| 4月20日  | NHK ！                                                 | （吉田仁美）、（渡邊久美子）                                                                                              | 「」                          | 教育電視《》相關歌曲                           |
| 4月20日  | NHK ！                                                 | （吉田仁美）、（渡邊久美子）、（青山航士）、（照井裕隆）、（森川次朗）                                                    | 「【2期歌】 YMOP！」          | 教育電視《》相關歌曲                           |
| 4月20日  | NHK ！                                                 | （吉田仁美）、（渡邊久美子）、（青山航士）、（照井裕隆）、（森川次朗）                                                    | 「」                          | 教育電視《》相關歌曲                           |
| 4月20日  | NHK ！                                                 | （吉田仁美）、（渡邊久美子）                                                                                              | 「」                          | 教育電視《》相關歌曲                           |
| 4月20日  | NHK ！                                                 | （吉田仁美）、（渡邊久美子）、（青山航士）、（照井裕隆）、（森川次朗）                                                    | 「」                          | 教育電視《》相關歌曲                           |
| 4月20日  | NHK ！                                                 | （吉田仁美）、（渡邊久美子）、（青山航士）、（照井裕隆）、（森川次朗）                                                    | 「」                          | 教育電視《》相關歌曲                           |
| 4月20日  | NHK ！                                                 | （吉田仁美）、（渡邊久美子）、（青山航士）、（照井裕隆）、（森川次朗）                                                    | 「」                          | 教育電視《》相關歌曲                           |
| 4月20日  | NHK ！                                                 | （吉田仁美）、（渡邊久美子）、（青山航士）、（森川次朗）                                                                  | 「」                          | 教育電視《》相關歌曲                           |
| 4月20日  | NHK ！                                                 | （吉田仁美）、（渡邊久美子）、（青山航士）、（照井裕隆）、（森川次朗）                                                    | 「【3期歌】 ！」              | 教育電視《》相關歌曲                           |
| 4月20日  | NHK ！                                                 | （渡邊久美子） | 「《「」 劇中歌》::」         | 教育電視《》相關歌曲                           |
| 7月21日  | Keroro軍曹 宇宙CD 第1卷                                | 摩亞（能登麻美子）、Keroro（渡邊久美子）                                                                                  | 「宇宙」                      | 廣播劇CD《Keroro軍曹 宇宙CD》片頭主題曲        |
| 8月3日   | 犬夜叉 角色歌曲單曲 迎向風中                           | 彌勒（谷耕史）feat.珊瑚（桑島法子）&七寶（渡邊久美子）                                                                    | 「風」                        | 電視動畫《犬夜叉》相關歌曲                     |
| 11月23日 | Keroro軍曹 宇宙CD 第5卷                                | Keroro聖歌隊 | 「」                          | 電視動畫《Keroro軍曹》劇中插入歌               |
| 12月21日 | Let's Go！我們這一家                                   | The 花家 | 「Let's Go！」                | 電視動畫《我們這一家》片尾主題曲               |
| 12月21日 | Let's Go！我們這一家                                   | 母／花媽（渡邊久美子） | 「情熱赤」                    | 電視動畫《我們這一家》劇中插入歌               |
| 2006年   |                                                        | |                               |                                                |
| 3月8日   | Keroro軍曹 全部入！2                                   | 日向冬樹（川上倫子）、Keroro（渡辺久美子）                                                                                | 「石星」                      | 電視動畫《Keroro軍曹》劇中插入歌               |
| 3月8日   | Keroro軍曹 全部入！2                                   | Keroro小隊 | 「！ <小隊Ver.> 」            | 電視動畫《Keroro軍曹》片頭主題曲               |
| 2008年   |                                                        | |                               |                                                |
| 1月21日  | 大作                                                   | Keroro小隊 | 「大作♪」                     | 電視動畫《Keroro軍曹》片尾主題曲               |
| 1月21日  | 大作                                                   | Keroro（渡邊久美子）、日向夏美（齋藤千和）                                                                                | 「遠一緒星」                  | 電視動畫《Keroro軍曹》相關歌曲                 |
| 5月21日  | 地球一丁！                                             | Keroro小隊 with 安哥爾·摩亞（能登麻美子）                                                                                 | 「地球一丁（ペコポンいっちょう）！」            | 電視動畫《Keroro軍曹》片尾主題曲               |
| 5月21日  | 地球一丁！                                             | Keroro小隊、安哥爾·摩亞（能登麻美子）、日向冬樹（川上倫子）、日向夏美（齋藤千和）、日向秋（平松晶子）、子貓（谷井明日香） | 「友宇宙編」                  | 電視動畫《Keroro軍曹》相關歌曲                 |
| 2009年   |                                                        | |                               |                                                |
| 5月27日  |                                                        | 小島義雄、Keroro（渡邊久美子）                                                                                            | 「基準Rock'n'roll」           | 電視動畫《Keroro軍曹》相關歌曲                 |
| 2010年   |                                                        | |                               |                                                |
| 3月3日   | 星                                                     | Keroro小隊 | 「星 <小隊Ver.>」             | 電視動畫《Keroro軍曹》片頭主題曲               |
| 2013年   |                                                        | |                               |                                                |
| 11月6日  | DokiDoki！光之美少女 歌唱專輯2 ～100%光之美少女DAYS☆～ | 蕾吉娜（渡邊久美子） | 「一番」                      | 電視動畫《DokiDoki！光之美少女》相關歌曲       |

## 腳註

## 外部連結
- 渡邊久美子｜Sigma Seven （页面存档备份，存于） （日語）
- 渡邊久美子的X（前Twitter） （日語）
- （日語）－（舊）渡邊久美子的官方個人部落格。
- （日語）
- （日語）
- 渡邊久美子－Talent Date Bank （页面存档备份，存于） （日語）